# شركة فارما للتأمين المتبادل للمعاشات التقاعدية
شركة فارما لتأمين المعاشات التقاعدية (بالفنلندية: Keskinäinen työeläkevakuutusyhtiö Varma ) هي شركة تأمين معاشات تقاعدية في فنلندا .   تُدير فارما تأمين تايل القانوني للموظفين، وتأمين يايل للعاملين لحسابهم الخاص ، وخدمات إعادة التأهيل المهني القانونية، وخدمات التنبؤ بمخاطر القدرة على العمل وإدارتها. فارما شركة استثمارية مشتركة ، ويقع مقرها الرئيسي في سالميساري ، هلسنكي . 
في عام 2021، دفعت شركة فارما معاشات تقاعدية بقيمة 6.2 مليار يورو إلى 346000 شخص، وفي نهاية العام، كان 571229 شخصًا مؤمنًا عليهم لدى فارما. من حيث حجم الأعمال، كانت فارما ثاني عشر أكبر شركة في فنلندا في عام 2020.  في عام 2021، كانت فارما واحدة من أكبر المستثمرين العقاريين في فنلندا. 

## قراءة إضافية
- Hannikainen, Matti (2020). Varma : pienestä eläkekonttorista suureksi työeläkeyhtiöksi (بالفنلندية). Otava. ISBN:978-951-1-35606-6.

## روابط خارجية
- الموقع الرسمي